# ジョーウチ・ヴォーディの戦い
ジョーウチ・ヴォーディの戦い（ウクライナ語: Битва під Жовтими Водами；ポーランド語: Bitwa pod Żółtymi Wodami ）は、1648年4月29日から5月16日にかけて、ウクライナのジョーウチ・ヴォーディ周辺で、ボフダン・フメリニツキー率いるザポロージャ・コサック・クリミア・ハン国同盟軍と、ポーランド・リトアニア共和国政府軍との間に行われた合戦である。

## 前史
1648年の始め、ボフダン・フメリニツキーが軍勢を集めて反乱の準備をしていることを知ったポーランド・リトアニア共和国政府は、ミコワイ・ポトツキとマルチン・カリノフスキの率いる在ウクライナ政府軍にフメリニツキーのコサック軍を鎮圧するよう命じた。しかし、政府軍は寒さのために1648年の春まで進攻できず、その隙にフメリニツキーはウクライナの南方の隣国であったクリミア・ハン国と同盟を結び、クリミア・タタール人からの援軍の約定を取りつけた。

## 戦闘の経過
1648年4月、政府軍の司令官達は貴族の諸部隊の到着を待つためにコールスニ町辺りに本陣を据え、ミコワイ・ポトツキの子息、ステファン・ポトツキが率いる1万人余りの先勢をフメリニツキーの根拠地へ派遣した。先勢は、4月29日にジョーウチ川（ウクライナ語: Жовті Води - 英: Zhovti river）の辺りでフメリニツキーの8千人のコサックと1千5百人のタタール人の同盟軍と衝突した。
コサック・タタール同盟軍が優勢であったため、政府軍の先勢は速やかに陣地を要塞化し、そこに籠城して和平交渉を望んだ。しかし、交渉中に先勢にいた政府側の1千人余りの登録コサックは、同盟軍にいた同胞のコサックへ寝返り、交渉は中断してしまった。
5月15日の夜、先勢はコサックの軍の包囲を突破して脱出しようと試みたが、翌日にクニャージ・バイラークィという谷でコサック・タタール同盟軍に包囲され、コサックの鉄砲隊と砲兵隊の射撃によって壊滅した。

## 結果
戦いの最中に政府軍の大将ステファン・ポトツキは討ち死にした。捕虜となったウクライナ系の政府側の軍人はフメリニツキーに登用されたが、その他の捕虜はタタール人の獲物となり、奴隷としてクリミア・ハン国へ送られた。

## 影響
フメリニツキーの乱における初めての戦いでもあり、合戦は同盟軍の勝利に終わり、反乱の拡大を齎した。